# Irina Wladimirowna Teterina
Irina Wladimirowna Teterina (russisch Ирина Владимировна Тетерина; * 7. Januar 1958) ist eine ehemalige sowjetische Ruderin und dreifache Weltmeisterin im Achter.

## Sportliche Karriere
Die 1,84 m große Irina Teterina gewann ihren ersten Weltmeistertitel 1981 in München. Erst vier Jahre später gehörte sie wieder zum sowjetischen Achter und gewann 1985 in Hazewinkel und 1986 in Nottingham zwei weitere Titel. Bei den Weltmeisterschaften 1987 in Kopenhagen siegten die Rumäninnen vor den US-Ruderinnen, Teterina gewann mit dem sowjetischen Achter die Bronzemedaille.
Bei den Olympischen Spielen 1988 in Seoul trat Irina Teterina im Vierer mit Steuerfrau an. Reda Ribinskaitė, Olena Teroschyna, Irina Teterina, Marina Suprun und Steuerfrau Waljanzina Chochlawa belegten im Vorlauf den zweiten Platz hinter den Rumäninnen. Mit einem dritten Platz im Hoffnungslauf verpassten sie das A-Finale, mit einem dritten Platz im B-Finale belegten die sowjetischen Ruderinnen den neunten Platz in der Gesamtwertung.